# 克魯沙里
克魯沙里，是保加利亞的城鎮，位於該國東北部，由多布里奇州負責管轄，是克魯沙里市的首府，面積18.08平方公里，海拔高度208米，2009年人口1,592，人口密度每平方公里88.05人。
43°49′N 27°45′E / 43.817°N 27.750°E